# مرکز شهر سلجوقی و دیالمه
مرکز شهر سلجوقی و دیالمه مربوط به دوره سلجوقیان است و در شرق جاده ورامین، شمال شرقی شهر ری واقع شده و این اثر در تاریخ ۳۱ تیر ۱۳۱۳ با شمارهٔ ثبت ۲۱۵ به‌عنوان یکی از آثار ملی ایران به ثبت رسیده است.